# ريتشارد دبليو. باركر
ريتشارد دبليو. باركر (بالإنجليزية: Richard W. Parker)‏ هو محامي وسياسي أمريكي، ولد في 6 أغسطس 1848 في الولايات المتحدة، وتوفي في 28 نوفمبر 1923 في فرنسا. حزبياً، نشط في الحزب الجمهوري. وقد انتخب عضو جمعية نيوجيرسي العامة وانتخب عضو مجلس النواب الأمريكي.